# Phyllopertha euchroma
Phyllopertha euchroma är en skalbaggsart som beskrevs av Leon Fairmaire 1891. Phyllopertha euchroma ingår i släktet Phyllopertha och familjen Rutelidae. Inga underarter finns listade i Catalogue of Life.